# Ernesto Navarro
Pour les articles homonymes, voir Navarro.
Pas d'image ? Cliquez ici
Ernesto Vicente Navarro Castan, né le 24 juillet 1934 à Fuencalderas, province de Saragosse (Aragon), mort le 15 août 1963 sur la face nord de l’Eiger (Suisse), est un grimpeur, pyrénéiste et alpiniste espagnol qui s’est illustré dans une carrière brève mais brillante avec son compagnon de cordée Alberto Rabadá, dans les Pyrénées aragonaises et les pics d'Europe.

## Biographie
Ernesto Navarro naît dans la commune de Fuencalderas, aujourd’hui incluse dans la commune de Biel. 
Apprenti charpentier dans son village, il se rend à Saragosse pour y trouver du travail et il ne tarde pas à créer son propre atelier où il fait travailler ses frères. Il commence l’escalade en 1957 et ne cesse d’enchaîner les ouvertures de voies, notamment dans les Mallos de Riglos : voie Luis Villar, avec Luis Lázaro et Roberto Ligorred. Il commence à grimper avec Alberto Rabadá (la voie des dièdres à la Peña don Justo, la nord du Puro, la cheminée du Manche du Couteau, l’éperon du Firé). Ailleurs, ils réalisent la face ouest du Naranjo de Bulnes, la voie Edil du pic d'Aspe, l’Edil de la Peña del Moro à Mezalocha, la voie des Sorcières (Brujas) au Tozal del Mallo, l’éperon du pic Gallinero à Ordesa.
Navarro effectue quelques ouvertures remarquables sans Rabadá, comme la voie Ursi dans le massif du Pisón ou la Rosaleda dans les Mallos de Riglos.
En août 1963, la cordée mythique décide de s’attaquer à la face nord de l'Eiger, dans les Alpes bernoises. Dans de très mauvaises conditions météorologiques, ils meurent de froid et d’épuisement au niveau de la zone dite de l’« Araignée blanche ».

## Reconnaissance et hommages
Les hommages, tant à Navarro qu’à Rabadá, ont été nombreux. Leur nom a été donné à une voie dans les Mallos de Riglos, une voie Ernesto Navarro dans le mallo Firé. Un sommet sur la crête entre la Tusse de Remugne et le pic de Maupas (massif du Perdiguère) porte le nom de pic Navarro (3 043 m), tandis que son voisin est le pic Rabadá (3 045 m). Un monolithe à l’entrée du village de Riglos porte leurs deux noms, ainsi qu'un rond-point à Ayerbe.
Navarro et Rabadá ont participé à trois courts-métrages consacrés à leurs ascensions : Escalada (au mallo Firé), La vía soñada (au Naranjo de Bulnes), et Siempre unidos (tourné dans la voie Vidal du Tornillito du massif d’os Fils à Riglos).
Deux livres traitent de leur expérience : 
- Alberto Planas, David Planas, Rabadá Navarro. Su vida, su técnica y sus vías actualizadas, Barrabes[2] ;
- Simon Elias, Rabadá y Navarro, la cordada imposible, Desnivel, 2007[3].

Un autre est consacré exclusivement à Navarro :
- Más allá de la rallas.